# Otto Uebele
Otto Uebele (* 30. Juni 1876 in Künzelsau; † 14. Mai 1956 in Frankfurt am Main) war ein deutscher Kaffeeexporteur.

## Leben
Otto Uebele verlor schon im Alter von zwölf Jahren seinen Vater. Er besuchte eine Schule in Stuttgart und absolvierte dann eine Lehre zum Kaufmann in Künzelsau. Nachdem er seinen Militärdienst absolviert hatte, arbeitete er zunächst am Bodensee und dann in Le Havre, ehe er im Jahr 1900 nach Santos auswanderte. Dort wurde er Prokurist und 1907 auch Teilhaber der Firma Theodor Wille & Co.; ab 1919 war er Unternehmensleiter. Zwischen den beiden Weltkriegen galt er als weltgrößter Kaffeeexporteur. Während des Zweiten Weltkriegs unterstützte er das FBI in Brasilien.
Otto Uebele, der lange Zeit deutscher Konsul in Santos war, kehrte regelmäßig in seine Heimatstadt zurück, in der er 1920 Ehrenbürger wurde. 1912 ließ er sich in Künzelsau ein Sommerhaus bauen, später stiftete er den Kaufpreis des Würzburger Baus, der von 1934 bis 2005 als Finanzamt verwendet wurde und heute Teil eines Hotels ist, sowie die Stadthalle, die 1937 erbaut wurde. Seinen 80. Geburtstag wollte er ebenfalls in Künzelsau feiern; er starb jedoch auf der Anreise.
Die Konsul-Uebele-Straße in Künzelsau ist nach Otto Uebele benannt. 2006 wurde in Künzelsau eine Ausstellung über Otto Uebele gezeigt.
Im Februar 1909 wurde Otto Uebele in der Freimaurerloge Zu den 3 Cedern in Stuttgart zum Freimaurer aufgenommen. Otto Uebele war seit 1922 Angehöriger des Corps Saxo-Thuringia München.